# Luhrs Building
El Luhrs Building es un edificio histórico de diez pisos ubicado en 11 West Jefferson en Phoenix, en el estado de Arizona (Estados Unidos). Fue incluido en el Registro de propiedades históricas de Phoenix en 1990. Fue construido por el empresario local George HN Luhrs, un miembro original del Concejo Municipal de Phoenix de 1881 a 1885, a un costo de 553 000 dólares, y se inauguró el 17 de mayo de 1924. En ese momento, era el edificio más alto de Phoenix y se decía que era el edificio más grande entre El Paso y Los Ángeles.
En 2009, el edificio fue renovado con la ayuda de una subvención de preservación histórica de 500 000 dólares.

## Arquitectura
El Luhrs Building en forma de L fue diseñado en el estilo Beaux-Arts por el estudio de arquitectura de El Paso de Trost & Trost.El edificio está revestido con ladrillo marrón, con una elaborada ornamentación de mármol en los dos pisos superiores y una cornisa pesada en la parte superior. Jay J. Garfield, un conocido constructor local, fue el contratista del edificio.
La planta baja del edificio fue arrendada por el Departamento del Tesoro de los Estados Unidos entre 1924 y 1935. Los pisos 7 al 10 fueron la ubicación original del Arizona Club, incluidos los comedores, los salones, una biblioteca y las habitaciones para los miembros del club. Cuando el Arizona Club se mudó del Luhrs Building en 1971, los pisos superiores también se convirtieron en espacio para oficinas. El sexto piso fue ocupado originalmente por Standard Oil.